# Sveriges damlandskamper i ishockey 2012
Sveriges damlandskamper i ishockey 2012 omfattas av bland annat Women's Meco Cup 2012 i Tyskland och VM i USA.

## 2012
| Datum       | Spelplats  |           |          | Resultat | Typ av match      |
| ----------- | ---------- | --------- | -------- | -------- | ----------------- |
| 3 januari   | Füssen     | Schweiz   | Sverige  | 1 – 5    | Meco Cup 2012     |
| 4 januari   | Miesbach   | Sverige   | Tyskland | 2 – 1    | Meco Cup 2012     |
| 6 januari   | Füssen     | Finland   | Sverige  | 0 – 3    | Meco Cup 2012     |
| 7 januari   | Füssen     | Sverige   | Kanada   | 3 – 2 sd | Meco Cup 2012     |
| 8 januari   | Füssen     | Sverige   | Ryssland | 3 – 1    | Meco Cup 2012     |
| 10 februari | Oskarshamn | Sverige   | Ryssland | 3 – 1    | Träningsturnering |
| 11 februari | Oskarshamn | Sverige   | Tyskland | 6 – 0    | Träningsturnering |
| 12 februari | Oskarshamn | Sverige   | Finland  | 5 – 0    | Träningsturnering |
| 5 april     | Jay Peak   | Kanada    | Sverige  | 8 – 0    | Träningsmatch     |
| 7 april     | Burlington | Slovakien | Sverige  | 1 – 5    | VM 2012           |
| 8 april     | Burlington | Sverige   | Tyskland | 2 – 1    | VM 2012           |
| 10 april    | Burlington | Sverige   | Schweiz  | 2 – 3    | VM 2012           |
| 11 april    | Burlington | Finland   | Sverige  | 2 – 1    | KF VM 2012        |